# شاب حر
شاب حر (بالإنجليزية: Free Guy) هو فيلم خيال علمي أكشن كوميدي أمريكي صدر عام 2021 من إخراج و انتاج شون ليفي، سيناريو مات ليبرمان وزاك بن، وقصة ليبرمان. الفيلم من بطولة رايان رينولدز،جودي كومر، ليل ريل هاوري، جو كيري، أوتكارش أمبودكار وتايكا وايتيتي.يروي الفيلم قصة صراف بنك يكتشف أنه شخصية غير قابلة للعب في لعبة جماعية ضخمة عبر الإنترنت، فيتعاون مع لاعبة للعثور على دليل على أن الرئيس التنفيذي لشركة ألعاب سرق الشيفرة المصدرية للعبة اللاعبة.
بدأ ليبرمان كتابة السيناريو عام 2016، واستحوذت عليه شركة تونتيث سينتري فوكس بعد فترة وجيزة. رفض ليفي السيناريو، لكنه أعاد النظر فيه بعد أن عرّفه هيو جاكمان على رينولدز، مما أدى إلى انسحابه من مشروع الفيلم المقتبس عن لعبة الفيديو "أنشارتد" التي كان يطورها. جعل استحواذ ديزني على شركة فوكس للقرن العشرين الفيلم من أوائل الأفلام التي أنتجها الاستوديو واستمرت في الإنتاج تحت ملكية ديزني. تم التصوير في ماساتشوستس وكاليفورنيا بين مايو ويوليو 2019.
بعد تأجيل الفيلم مرتين بسبب جائحة كوفيد-19، عُرض لأول مرة في مهرجان لوكارنو السينمائي الرابع والسبعين في 10 أغسطس 2021، وطُرح في دور العرض في الولايات المتحدة بعد ثلاثة أيام، في 13 أغسطس. حقق الفيلم نجاحًا تجاريًا، حيث حقق إيرادات بلغت 331.5 مليون دولار عالميًا مقابل ميزانية إنتاج تراوحت بين 100 و125 مليون دولار، وتلقى مراجعات إيجابية بشكل عام من النقاد لفكرته، وقد حصل على ترشيح لأفضل مؤثرات بصرية في حفل توزيع جوائز الأوسكار الرابع والتسعين.

## الحبكة
"المدينة الحرة" هي لعبة على الإنترنت من تطوير استوديوهات سونامي. يرتدي "لاعبوها" (الأشخاص الذين يعيشون حياة حقيقية خارج نطاق مدينة حرة) نظارات شمسية ويقضون وقتهم في قتال بعضهم البعض وإحداث الفوضى. أما الشخصيات غير القابلة للعب فتتقبل الفوضى بينما تعيش حياتها المرسومة، غير مدركة أن العالم الذي تعيش فيه هو لعبة فيديو. من بين هذه الشخصيات غير القابلة للعب جاي، الذي يعمل كاتبًا في بنك مدينة حرة مع صديقه المقرب، حارس الأمن بادي.
تلعب ميلي راسك، مطورة البرمجيات العاطلة عن العمل، لعبة "المدينة الحرة" للعثور على دليل على أن سونامي سرقت الشيفرة المصدرية للعبة المفهومية التي طورتها، "الحياة نفسها"، والتي تضمنت تقنيات ذكاء اصطناعي جديدة لشخصياتها غير القابلة للعب. صديقها وشريكها في التطوير والتر "كيز" ماكي متردد في المساعدة، لأنه يعمل الآن في الدعم الفني في سونامي. تلفت شخصية ميلي الرمزية "مولوتوف جيرل" انتباه جاي بغناء أغنيته المفضلة "فانتازيا". ثم بدأ جاي بالانحراف عن برمجته، فأطلق النار على لاعب عن طريق الخطأ، وسرق البنك الذي يعمل فيه، ثم غادر مرتديًا نظارات اللاعب الشمسية.
ظنًا منه أن جاي مخترق متنكر في زي شخصية غير قابلة للعب، حاول كيز وزميله في العمل ماوزر منعه من اللعبة دون جدوى. بعد أن اطلع جاي على منظور اللاعبين للعبة، زار مناطق جديدة والتقى بميلي في مخبأ مدوّنة الفيديو ريفينجامين بوتونز، حيث حاولا سرقة أدلة تقود إلى شيفرتها المصدرية. ظنًا منها أن جاي لاعب مبتدئ، نصحته بالارتقاء بمستواه. تقدم جاي بسرعة في اللعبة من خلال إكمال المهام بسخاء، متفوقًا على اللاعبين الآخرين، ومُصبحًا شخصية عالمية تُعرف باسم "الرجل ذو القميص الأزرق".
عندما أدرك كيز أن جاي هو بالفعل شخصية غير قابلة للعب، بدأت الشخصيات غير القابلة للعب الأخرى التي يتفاعل معها جاي بتطوير وعي ذاتي. ومع ذلك، من المقرر إصدار "المدينة الحرة 2" خلال 48 ساعة، وستحل محل الاخرى، مما سيؤدي إلى القضاء على جميع الشخصيات غير القابلة للعب فيها. تخبر ميلي جاي بحقيقة وجوده، لكنه يُصاب بالذهول ويقطع الاتصال. يدرك غاي في النهاية أن هناك ما هو أكثر من ذلك في وجود شخصية غير قابلة للعب، فيذهب مع بادي للحصول على الدليل الذي أرادته ميلي من بوتونز، الذي تسلل عن طريق الخطأ عبر حافة خريطة المدينة الحرة واكتشف بناءً قديمًا لـ "الحياة نفسها"، وسجل مقطع فيديو أثناء ذلك. تهدد شعبية غاي خطط أنطوان هوفاتشيليك، الرئيس التنفيذي لشركة سونامي، لإطلاق "المدينة الحرة 2"، فيأمر بإعادة تشغيل الخادم مما يسبب فقدان ذكريات غاي. ولكن يستعيد غاي وعيه عندما تقبله ميلي.
يتذكر غاي موقع جزيرة تحتوي على بقايا بناء "الحياة نفسها" ويحاولان الوصول إليها قبل أن يمحو إطلاق "المدينة الحرة 2" جميع المحتويات القديمة من الخوادم. يطرد أنطوان كيز، ويأمر بإزالة جميع اللاعبين من "المدينة الحرة"، ويرسل شخصية غير مكتملة تشبه غاي تُدعى "دود" إلى اللعبة. في البداية، يشعر غاي بالإرهاق، فيضع نظارته الشمسية على "دود"، مما يشتت انتباهه. ثم يتجه جاي إلى الجزيرة. غاضبًا، يبدأ أنطوان بتحطيم رفوف خوادم شبكة اللعبة بفأس في محاولة أخيرة لإيقاف جاي، ماحيًا بادي ومعظم عالم اللعبة، بينما يُطلق النار على ماوسر. قبل أن يتمكن من تدمير الخادم الأخير، تعرض ميلي صفقة بعدم مقاضاته بتهمة انتهاك حقوق النشر والتنازل له عن أرباح امتياز "المدينة الحرة" مقابل ابتكارها.
بعد فترة، تتراجع مبيعات "المدينة الحرة 2" بسبب أخطاء في الكود وبطء اللعب عبر الإنترنت. يقع أنطوان المحاصر في ايدي العدالة. تنقذ ميلي كودها، وتُطلق مع كيز وماوزر لعبة "الحياة الحرة" المستقلة، والتي تتضمن جاي ودود والشخصيات غير القابلة للعب الأخرى من "المدينة الحرة". يكشف جاي لميلي أن كوده هو في الواقع رسالة حب لها من كيز. أثناء تطوير لعبة "الحياة نفسها"، حوّل كيز ما يعرفه عن أذواقها إلى روتين ذكاء اصطناعي في اللعبة، والذي أُدمج لاحقًا في "المدينة الحرة"، مُفسّرًا سبب انجذاب جاي إلى "فتاة مولوتوف". بعد مغادرة ميلي اللعبة، تبادلت هي وكيز القبلات. في هذه الأثناء، يلتقي جاي ودود ببادي، الذي أُعيد بناء خوارزمية الذكاء الاصطناعي الخاصة به.

## طاقم التمثيل
- ريان رينولدز في دور جاي
- جودي كومر في دور ميلي / مولوتوف جيرل
- جو كيري بدور المفاتيح
- ليل ريل هويري كصديق
- أوتكارش أمبودكار في دور صائد الفئران
- تايكا وايتيتي بدور أنطوان
- كاميل كوستيك بدور القنبلة

## شباك التذاكر
حقق فيلم "شاب حر" إيرادات بلغت 121.6 مليون دولار في الولايات المتحدة وكندا، و209.9 مليون دولار في مناطق أخرى، ليصل إجمالي إيراداته العالمية إلى 331.5 مليون دولار.

## روابط خارجية
- الموقع الرسمي
- شاب حر على موقع IMDb (الإنجليزية)
- شاب حر على موقع ميتاكريتيك (الإنجليزية)
- شاب حر على موقع روتن توميتوز (الإنجليزية)
- شاب حر على موقع ألو سيني (الفرنسية)
- شاب حر على موقع أول موفي (الإنجليزية)
- شاب حر على موقع بوكس أوفيس موجو (الإنجليزية)
- شاب حر على موقع فيلمافينيتي (الإسبانية)
- شاب حر على موقع قاعدة بيانات الأفلام السويدية (السويدية)
- شاب حر على موقع قاعدة بيانات الفيلم (الإنجليزية)
- شاب حر على موقع ليتربوكسد (الإنجليزية)